# Bunuški Čifluk
Bunuški Čifluk (cyr. Бунушки Чифлук) – wieś w Serbii, w okręgu jablanickim, w mieście Leskovac. W 2011 roku liczyła 479 mieszkańców.